# Aragua FC
Aragua Fútbol Club – wenezuelski klub piłkarski z siedzibą w mieście Maracay, stolicy stanu Aragua.

## Osiągnięcia
- Mistrz drugiej ligi (Segunda División Venezolana): 2005
- Puchar Wenezueli (Copa Venezuela): 2007

## Historia
Założony w 2002 roku klub Aragua zaraz po narodzinach przystąpił do rozgrywek drugiej ligi wenezuelskiej. Mistrzostwo drugiej ligi w 2005 roku dało zespołowi Aragua awans do pierwszej ligi. W 2007 roku klub odniósł swój największy sukces zdobywając Puchar Wenezueli. Rok później Aragua zadebiutował w pucharach południowoamerykańskich, biorąc udział w Copa Sudamericana 2008. Drużyna z Wenezueli trafiła na meksykański klub Chivas Guadalajara i odpadła po wyrównanym boju - porażka 1:2 u siebie i remis 1:1 na wyjeździe.